# Загужани (Горлицький повіт)
Загужани (пол. Zagórzany) — село в Польщі, у гміні Горлиці Горлицького повіту Малопольського воєводства.
Населення — 2404 особи (2011).
У 1975-1998 роках село належало до Новосондецького воєводства.

## Демографія
Демографічна структура станом на 31 березня 2011 року:
|          | Загалом | Допрацездатний вік | Працездатний вік | Постпрацездатний вік |
| -------- | ------- | ------------------ | ---------------- | -------------------- |
| Чоловіки | 1175    | 238                | 783              | 154                  |
| Жінки    | 1229    | 230                | 693              | 306                  |
| Разом    | 2404    | 468                | 1476             | 460                  |